# Zielony Trójkąt
Zielony Trójkąt – osiedle mieszkaniowe w Gdańsku położone na terenie dzielnicy Młyniska, znajdujące się przy ulicy o tej samej nazwie. Granice osiedla stanowi trójkąt wyznaczany przez fragmenty ulic Marynarki Polskiej, Mikołaja Reja oraz torowisko kolejowe. Nazwa Zielony Trójkąt jest bezpośrednim tłumaczeniem niemieckiej nazwy - Grünes Dreieck.
W obrębie osiedla Zielony Trójkąt mieści się m.in:
- Szkoła Podstawowa nr 69 im. Stanisława Sosabowskiego
- Parafia Najświętszej Maryi Panny Matki Kościoła i św. Katarzyny Szwedzkiej w Gdańsku
- Siedziba klubu sportowego UKS Korona Gdańsk